# Waldemar Weimann
Waldemar Weimann (* 3. November 1893 in Köln; † 14. Februar 1965 in Berlin) war ein deutscher Gerichtsmediziner.

## Leben
Weimann arbeitete von 1924 bis 1930 am Gerichtsmedizinischen Institut der Berliner Charité. Bei Fritz Straßmann war er zunächst Assistent, zuletzt Chefarzt. 1930 verließ Weimann das Institut um eine Stelle als Gerichtsarzt anzutreten. Er war Gründungsdirektor des am 1. April 1937 eröffneten Gerichtsmedizinischen Instituts des Stadtgesundheitsamtes von Berlin, des späteren Landesinstituts für gerichtliche und soziale Medizin und blieb es bis zum Eintritt in den Ruhestand im November 1958.

## Leistungen
Als Sachverständiger wurde er häufig zu Strafprozessen geladen. Unter anderem war er als psychiatrischer Gutachter im Prozess gegen Elisabeth Kusian tätig. Ferner verfasste er zahlreiche Artikel in Fachzeitschriften. Gemeinsam mit Otto Prokop gab er 1963 den Atlas der gerichtlichen Medizin, ein Standardwerk der Forensik, heraus.

## Werke
- Atlas der Anämischen Spinalerkrankungen Berlin 1920
- Atlas der gerichtlichen Medizin Berlin 1963
- Diagnose Mord Bayreuth 1964